# フィレ・ミニョン

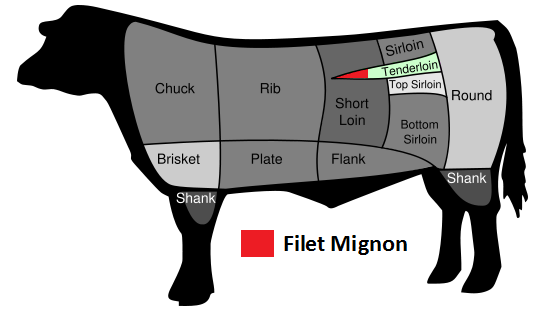
牛のフィレ・ミニョンの部位

フィレ・ミニョン、フィレミニョン（英語: Filet mignon）は牛肉、豚肉などの部位の名称の1つ。または、その部位を用いたステーキ（フィレ・ミニョン ステーキ、Filet mignon steak）のこと。

## 牛肉
牛ヒレ（ビーフテンダーロイン）の一部である。牛ヒレは牛の頭部側からフィレ・ミニョン、トゥルヌド、フィレ、シャトーブリアン、テートと細分される。